# Parcul „Iuri Fedkovîci”

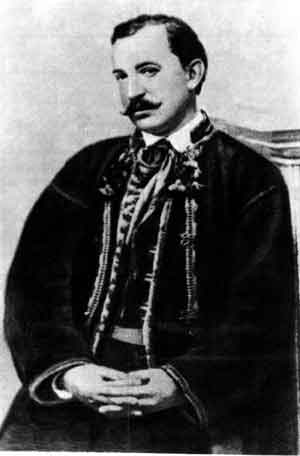
Scriitoul Iuri Fedkovîci

Parcul „Iuri Fedkovîci” (în ucraineană Парк імені Юрія Федьковича) este un parc și monument al naturii de importanță locală din orașul Cernăuți (Ucraina), situat pe str. I. Glavka, 20. Poartă numele scriitorului, poetului și folcloristului ucrainean Iuri Fedkovîci (1834–1888), născut la Putila.
Suprafața ariei protejate constituie 10 hectare. Își are începuturile din timpul domniei lui Franz Joseph.